# Nacional Fast Clube
Nacional Fast Clube – brazylijski klub piłkarski z siedzibą w mieście Manaus, stolicy stanu Amazonas.

## Osiągnięcia
- Strefa północna Copa Norte-Nordeste: 1970
- Mistrz stanu Amazonas (Campeonato Amazonense) (7): 1948, 1949, 1954, 1955, 1960, 1970, 1971
- Wicemistrz stanu Amazonas (9): 1957, 1968, 1969, 1972, 1977, 1991, 2006, 2007, 2008
- Torneio Início do Campeonato Amazonense (4): 1957, 1972, 1985, 1994

## Historia
Klub Fast założony został 8 lipca 1930 roku przez niezadowolonych członków klubu Nacional Futebol Clube, którzy pod przewodnictwem byłego prezesa Nacional FC Vivaldo Limy postanowili założyć własny klub.
W roku 1948 Fast zdobył swój pierwszy tytuł mistrza stanu Amazonas. Sukces ten powtórzył w następnym roku.
W roku 1970 klub odniósł swój jedyny dotąd międzystanowy sukces, wygrywając północną strefę turnieju Copa Norte-Nordeste, wyprzedzając klub Tuna Luso ze stanu Pará (oba kluby miały po 7 punktów). Następnie w finałowym etapie Copa Norte-Nordeste Fast zajął trzecie miejsce (wyprzedzony został przez kluby Sport Recife i Fortaleza).
W roku 1977 Fast wziął udział w rozgrywkach pierwszej ligi brazylijskiej (Campeonato Brasileiro Série A), zajmując 24 miejsce – a więc wyżej niż takie kluby jak Internacional czy Fluminense.
W roku 1980 Fast rozegrał 9 marca na stadionie Vivaldão mecz z nowojorskim Cosmosem, w którym grali tacy piłkarze jak Carlos Alberto Torres, Beckenbauer czy Chinaglia. Spotkanie, które bezpośrednio oglądało 56 950 ludzi (największa w dziejach publiczność na tym stadionie) zakończyło się bezbramkowym remisem.